# Найда, Иванна Анатольевна
Ива́нна Анато́льевна На́йда (укр. Іванна Анатоліївна Найда; род. 26 сентября 1971, Киев, УССР) — украинская тележурналистка и телепродюсер, генеральный продюсер нишевых каналов «1+1 Медиа». Заслуженный журналист Украины.

## Биография

### Образование
- Киевский техникум радиоэлектронного приборостроения.
- Институт журналистики Киевского национального университета имени Тараса Шевченко.
- МИМ, МВА, 2017.
- Tepper school of business «Courses in Healthcare in the US, Strategic Thinking, Strategic Leadership, Business Case Competition, Leadership and Communication, Decision Making and Leadership Communication, Power and Influence in Organizations, Cyber Security and the International Strategic Competition», 2017.
- Киево-Могилянская Бизнес Школа «Digital Marketing Strategy для владельцев», 2018.
- Киево-Могилянская Бизнес Школа «Стратегический маркетинг для ТОП-ов», 2018.

### Журналистская деятельность
С 1996 г. работала корреспондентом в информационно-аналитической телепрограмме «Послесловие» Александра Ткаченко.
С декабря 1996 участвовала в создании Телевизионной службы новостей (ТСН) под руководством Александра Ткаченко на канале «1+1» и работала там корреспондентом.
В 1998 г. была журналистом в телепрограмме «Лицо мира» Александра Ткаченко, которая выходила на телеканале «Интер».
1999—2002 — ведущая программы новостей «Репортер» на «Новом канале», участвовала в журналистском проекте «Спецрепортер». В сентябре 2002 г. вместе с ведущим «Репортера» Андреем Шевченко и шеф-редактором Игорем Кулясом отказалась выходить в эфир в знак протеста против ущемления свободы слова, в частности, навязывания журналистам «сверху» так называемых «темников» [1]. В то же время, после протеста И.Найда осталась работать на «Новом канале» 2003—2004 гг. — ведущая развлекательного ток-шоу «Жизнь прекрасна» на «Новом канале». А потом — ведущая авторской программы «Шоу Иванны Найди».
Осенью 2004 на выборах Президента Украины 2004 г. и Оранжевой революции снова вышла в информационный эфир на «Новом канале» вместе с Александром Ткаченко.
Некоторое время работала на телеканале «Сити».
Октябрь 2007—2011 г. — ведущий новостей на «Первом канале» Национальной телекомпании Украины.

## Продюсерская деятельность
2011 — август 2012 — генеральный продюсер делового телеканала «UBC», впоследствии «Business».
Начиная с августа 2012 — генеральный продюсер детского телеканала «ПлюсПлюс», который входит в медиа-холдинг 1+1 media.
В 2013 году вышла программа собственного производства «ПЛЮСПЛЮС» — «Сказка с папой» [8]
В 2014 успешно стартовал мультсериал собственного производства канала «ПЛЮСПЛЮС» — «Полезные подсказки». [7]
В 2014 стартовал мультфильм собственного производства канала «ПЛЮСПЛЮС» — «Это — наше и это — твое». [4]
В июле 2015 возглавила телеканал «Бигуди»
2015 году «ПЛЮСПЛЮС» стал обладателем национальной телевизионной премии «Телетриумф» в номинации «Программа для детей» за программу «Сказка с папой». [9]
2015 году «ПЛЮСПЛЮС» получил премию Кабинета Министров Украины имени Леси Украинки по мультсериал к проекту «Это — наше и это — твое». [6]
• 2015 году «ПЛЮСПЛЮС» получил награду конкурса в области дизайна Ukrainian Design: The Best Of в номинации TV / Promo & Film Motion Graphics, а также 3 награды в номинации TV Program — Visual Identity.
2016 телеканал «ПЛЮСПЛЮС» во второй раз получил премию «Телетриумф» в номинации «Лучшая программа для детей» за проект «Это — наше и это — твое». Глазами детей". [10]
2016 мультфильм «Это — наше и это — твое» телеканала «ПЛЮСПЛЮС» получил «серебро» уважительной маркетинговой награды Effie Awards Ukraine 2016.
В 2017 году канал ПЛЮСПЛЮС запускает учебно-развивающий проект — «Мир ждет открытия» [11]
Начиная с апреля 2018 занимает должность генерального продюсера нишевых каналов 1+1 media. [5]
С апреля 2018 Иванна Найда запустила собственный анимационный продакшн канала «ПЛЮСПЛЮС»
2018 телеканал «ПЛЮСПЛЮС» получил премию «Телетриумф» в номинации «Развлекательная программа для детей и подростков» за проект «Мир ждет открытия». [12]
2018 «ПЛЮСПЛЮС» получил награду Big data Awards и стал лидером среди детских ТВ-каналов. [13]
2018 канал «ПЛЮСПЛЮС» завоевал шесть наград конкурса в сфере дизайна Ukrainian Design: The Very Best Of в следующих номинациях: Best of в C-1 TV Channel — Visual Identity с айдентикой канала «ПЛЮСПЛЮС», а Best of в C-5 TV Program — Visual Identity канал получил сразу пять наград за учебно-развивающий детский мультфильм «Мир ждет открытия». [14]

## Отличия
• 1996 — в составе коллектива программы «Послесловия» победа в номинации «Телевизионная программа года» на общенациональном конкурсе «Человек года — 1996» [1]
• 1997 — в составе коллектива «Телевизионной службы новостей» (ТСН) канала «1+1» победа в номинации «Телевизионная программа года» на общенациональном конкурсе «Человек года — 1997» [2]
• 2000 — в составе коллектива программы новостей «Репортер» на «Новом канале» победа в номинации «Лучшая информационная программа»: Национальная телевизионная премия «Телетриумф» [3]
• 2000 — лауреат профессионального рейтинга «Лидеры телерадиорынка Украины» журнала «Телерадиокурьер» в номинации «Личность в телерадиоэфире».
• 2001 — в составе коллектива программы «Репортер» на «Новом канале» победа на конкурсе средств массовой информации «Золотое перо»
• 2010 — нагрудный знак «За добросовестный труд» — за образцовое выполнение трудовых обязанностей, продолжительную безупречную работу в Национальной телекомпании Украины, высокое профессиональное мастерство и по случаю Дня независимости Украины [3]
• 2011 — звание Заслуженный журналист Украины, указ Президента Украины № 641/2011 от 6.06.2011 г..